# Рабочее оборудование одноковшового экскаватора
Рабочее оборудование одноковшовых экскаваторов — совокупность рабочего оборудования одноковшового экскаватора.
Базовая машина одноковшового экскаватора обеспечивает функционирование различного рабочего оборудования. Последнее может выполняться сменным. Рабочее оборудование для копания грунта называют основным, а рабочее оборудование для выполнения других операций — дополнительным.

## Основное рабочее оборудование

### Прямая лопата

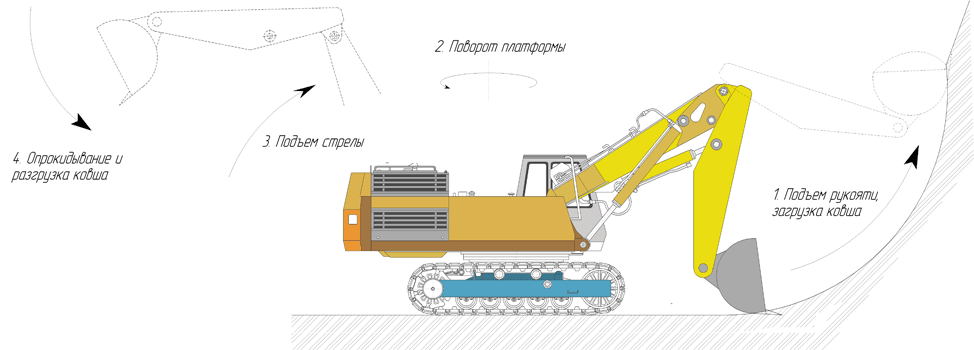
Схема рабочего цикла гидравлического экскаватора с прямой лопатой

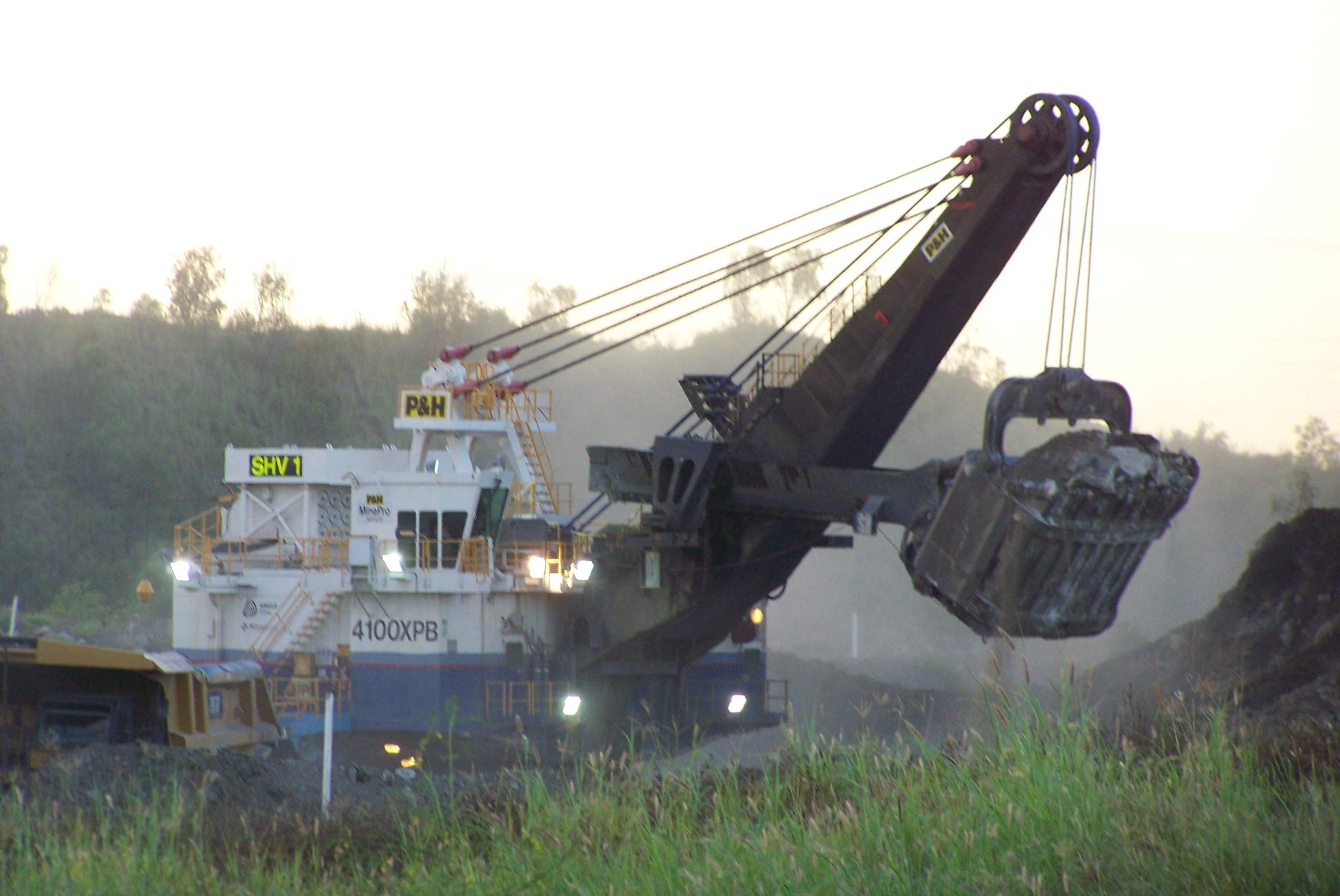
Карьерный экскаватор с прямой лопатой и канатным приводом

Прямая лопата — основное рабочее оборудование для разработки (копания) грунта выше уровня стоянки экскаватора. Ковш прямой лопаты закреплен на рукояти. Рукоять в свою очередь шарнирно закреплена на стреле. Стрела шарнирно закреплена на поворотной платформе машины. Ковш может быть поворотным относительно стрелы, относительно неподвижного днища или иметь открывающееся днище.
У механических экскаваторов положение ковша относительно рукояти в процессе работы не меняется — разгрузка ковша выполняется при открывании его днища. Регулирование заглубления ковша осуществляется выдвижением рукояти с помощью напорного механизма, который может быть канатного или кремальерного типа. При многомоторном приводе напорный механизм полностью располагается на стреле машины, при групповом привод осуществляется от главной лебёдки экскаватора. Экскаваторы малых размерных групп могут иметь универсальную лопату, способную в зависимости от текущей конфигурации работать в качестве как обратной так и прямой лопаты с маятниковым подвесом рукояти без напорного механизма.
Копают грунт в направлении от экскаватора. Прямая лопата обеспечивает наибольшее усилие копания и наибольшую производительность (за счёт минимального количества операций в одном цикле копания). Применяется для добычи полезных ископаемых и погрузочных работ.

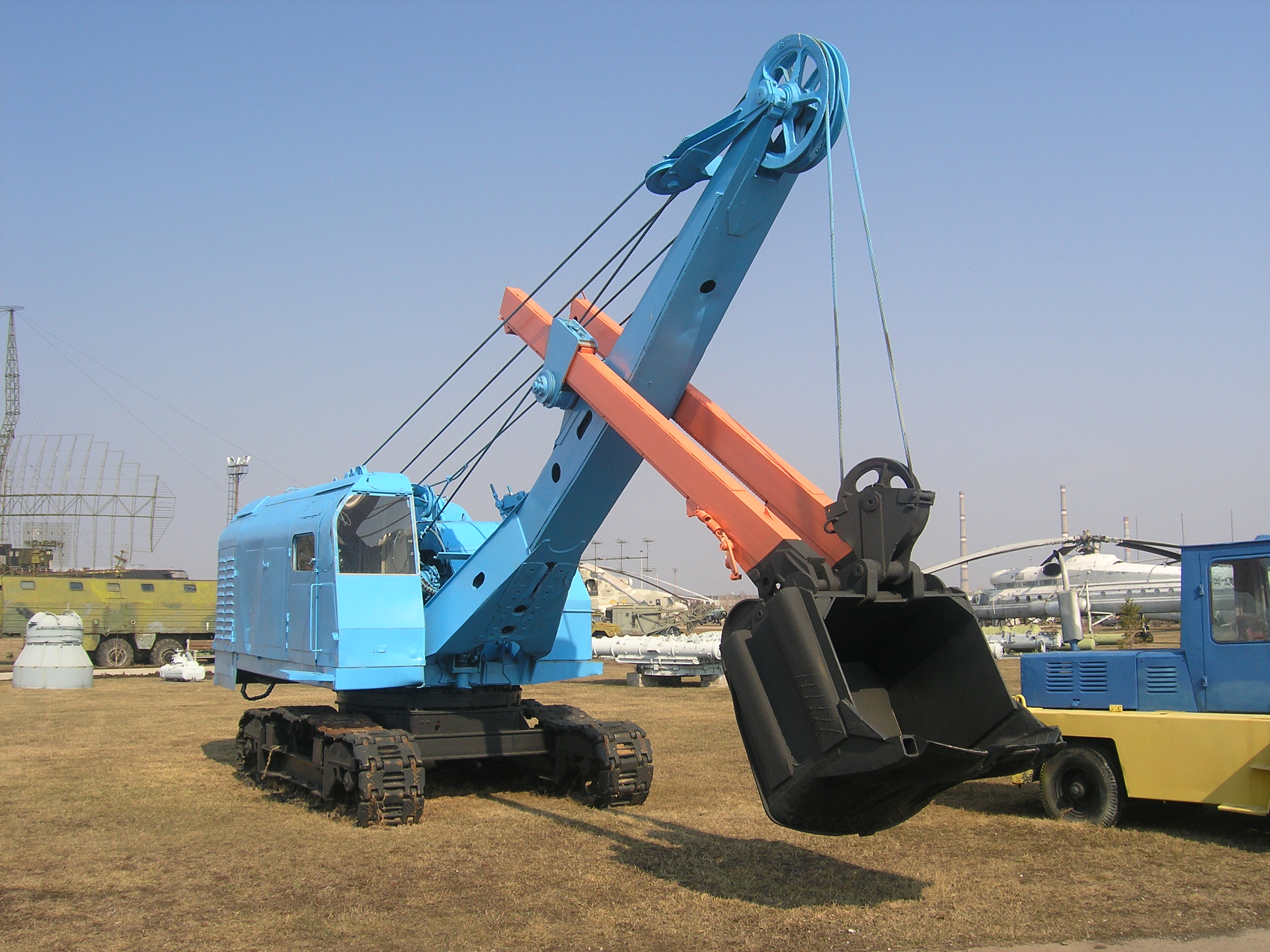
Механический строительный экскаватор ЭО-5111 с прямой лопатой. Последний тип машины такого типа, выпущенный в СССР

В зависимости от типа применяемых приводов рабочий цикл прямой лопаты различается.
Для гидравлических экскаваторов:
- Загрузка ковша поворотом рукояти относительно стрелы. Положение ковша относительно рукояти и стрелы относительно машины остается неизменным. Регулирование толщины срезаемой стружки (заполнения ковша) осуществляется изменением положения стрелы относительно машины;
- Поворот платформы с рабочим оборудованием в сторону разгрузки, при необходимости увеличения погрузочной высоты перед разгрузкой ковша выполняется подъём стрелы;
- Разгрузка ковша;
- Поворот платформы с рабочим оборудованием к забою;
- Опускание рукояти с ковшом для подготовки к следующей операции копания.

Для механических экскаваторов с независимым напором рукояти:
- Загрузка ковша поворотом рукояти относительно стрелы (выполняется натяжением подъемного каната). Положение стрелы относительно машины остается неизменным. Регулирование толщины срезаемой стружки (заполнения ковша) осуществляется выдвижением рукояти с помощью напорного механизма;
- Поворот платформы с рабочим оборудованием в сторону разгрузки;
- Разгрузка ковша путём открывания его днища. Возможна коррекция позиции разгрузки с помощью напорного механизма.
- Поворот платформы с рабочим оборудованием к забою;
- Опускание рукояти с ковшом для подготовки к следующей операции копания (выполняется разматыванием подъемного каната).

### Обратная лопата

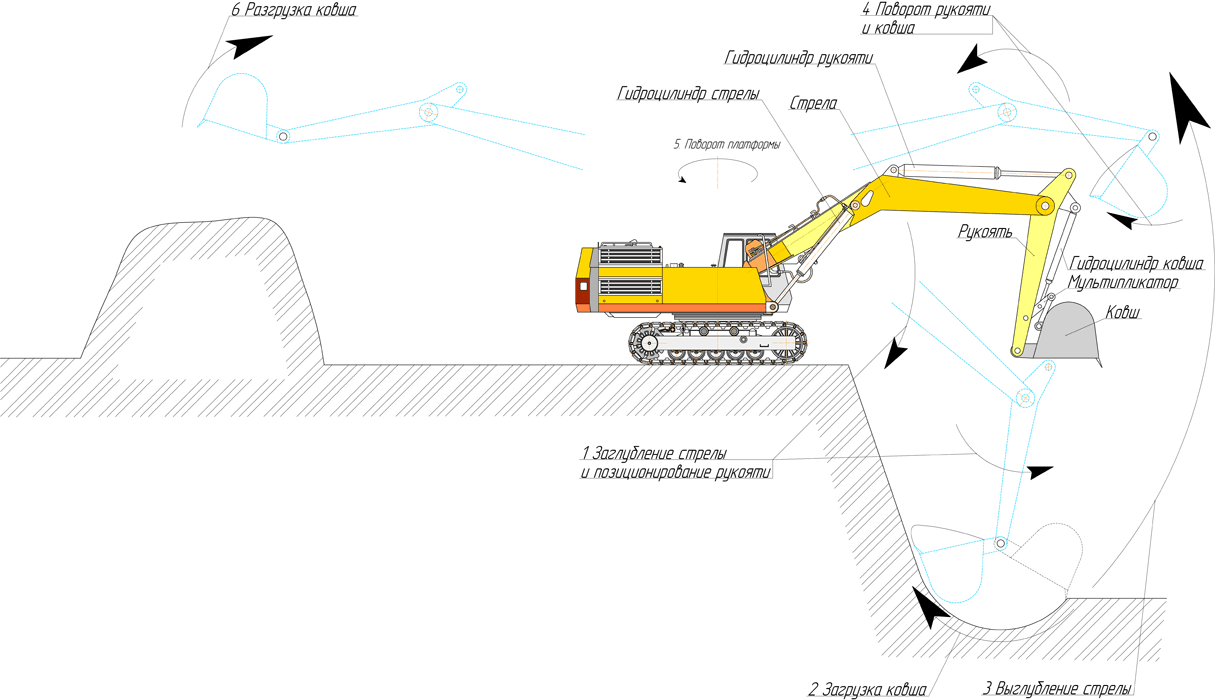
Схема работы гидравлического экскаватора с обратной лопатой

Обратная лопата — основное рабочее оборудование для разработки (копания) грунта ниже уровня стоянки экскаватора. Применяется при копании котлованов, траншей, при планировании откосов и отсыпке насыпей. Может применяться для погрузочных работ. При работе обратной лопатой грунт копают в направлении к экскаватору. Гидравлические экскаваторы с обратной лопатой могут разрабатывать грунт и выше уровня своей стоянки, правда с меньшей эффективностью чем прямая лопата.
В зависимости от типа применяемых приводов рабочий цикл обратной лопаты различается.
Для гидравлических экскаваторов с независимым приводом стрелы, ковша и рукояти:
- Заглубление стрелы в забой с одновременным позиционированием рукояти;
- Загрузка ковша его поворотом относительно рукояти;
- Выглубление стрелы с одновременным разворотом рукояти и поворотом ковша для предотвращения высыпания грунта.
- Поворот платформы с рабочим оборудованием в сторону разгрузки;
- Разгрузка ковша его поворотом относительно рукояти;
- Поворот платформы с рабочим оборудованием к забою.

Для  механических экскаваторов с двухканатным приводом рукояти, зависимым положением стрелы и фиксированным положением ковша:
- Заглубление стрелы и рукояти в забой (выполняется растормаживанием подъемного каната);
- Загрузка ковша поворотом рукояти относительно стрелы в направлении экскаватора (выполняется натяжением тягового каната при расторможенном подъемном канате);
- Выглубление стрелы и рукояти из забоя (выполняется натяжением подъемного каната при натянутом и заторможенном тяговом канате);
- Поворот платформы с рабочим оборудованием в сторону разгрузки;
- Разгрузка ковша поворотом рукояти относительно стрелы в направлении от экскаватора (выполняется натяжением подъемного каната при одновременном разматывании тягового каната);
- Поворот платформы с рабочим оборудованием к забою.

На некоторых канатных обратных лопатах используется поворотный ковш с приводом от стреловой лебёдки, либо от дополнительного гидроцилиндра аналогично гидравлическим экскаваторам. При канатном приводе крепление ковша к рукояти маятниковое, при загрузке ковш упирается в ограничитель, далее при выглублении рабочего оборудования и разматывании стрелового каната загруженный ковш поворачивается под собственным весом. Разгрузка ковша производится поворотом его относительно рукояти натяжением стрелового каната. Такая конструкция обеспечивает относительно большую точность разгрузки в транспортное средство и при работе в стеснённых условиях.
Обратная лопата является наиболее универсальным рабочим оборудованием. Обеспечивает высокую точность позиционирования ковша, как относительно грунта, так и относительно транспортного средства, в которое производится погрузка грунта.

### Экскаваторы с ротатором ковша
Ряд моделей экскаваторов, например UDS-114 (производства Чехословакии), оснащается устройством переворота ковша (ротатором), позволяющим оперативно переходить из режима прямой лопаты в режим обратной лопаты.

### Планировщик откосов
Разновидность обратной лопаты, предназначенной для планирования откосов в дорожном, мелиоративном и ландшафтном строительстве. Планировщик откосов обеспечивает перемещение режущей кромки ковша относительно грунта по прямой, направленной под заданным углом к горизонту. Для этого на гидравлический экскаватор устанавливается автоматизированная система управления (гидравлическая или электронная), обеспечивающая согласованное движение стрелы, рукояти и ковша. В качестве планировщика откосов нашли применение экскаваторы с телескопической стрелой.

### Струг
Струг также используется для планировочных работ. Устанавливается на механические экскаваторы. Представляет собой стрелу, по которой канатом перемещается тележка с закреплённым на ней ковшом. Угол планирования определяется углом наклона стрелы. Направление копания стругом можно изменять перестановкой ковша относительно тележки.

### Драглайн
Основная статья Драглайн
Драглайн — рабочее оборудование с ковшом, гибко подвешенным на канатах. Применяется для разработки грунта ниже уровня стоянки экскаватора. Грунт копают в направлении к экскаватору. Применяется при разработке котлованов, отсыпки насыпей, добычи полезных ископаемых, дноуглубительных работ на водоёмах.

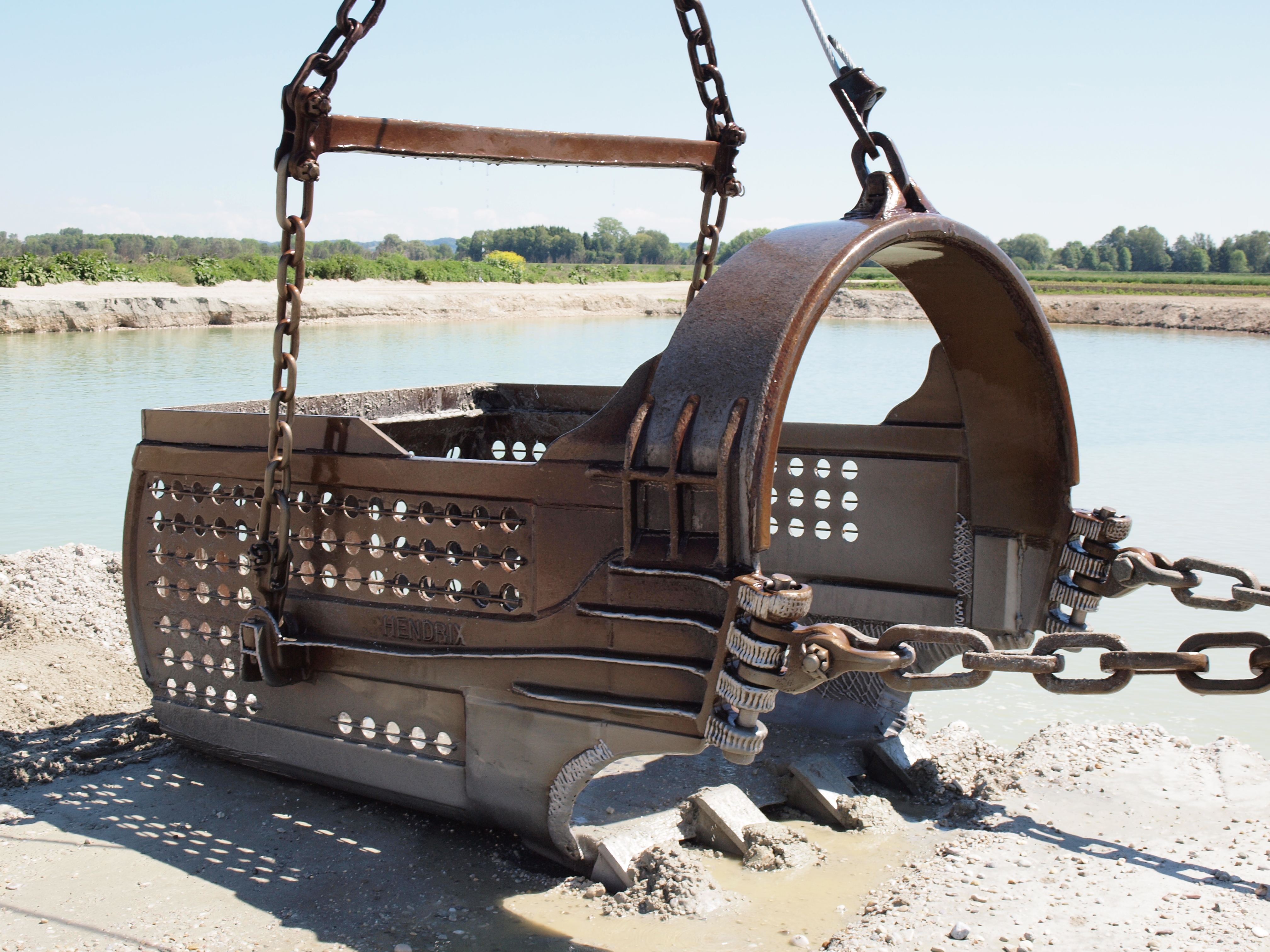
Ковш драглайна

### Грейфер
Основная статья Грейферный ковш

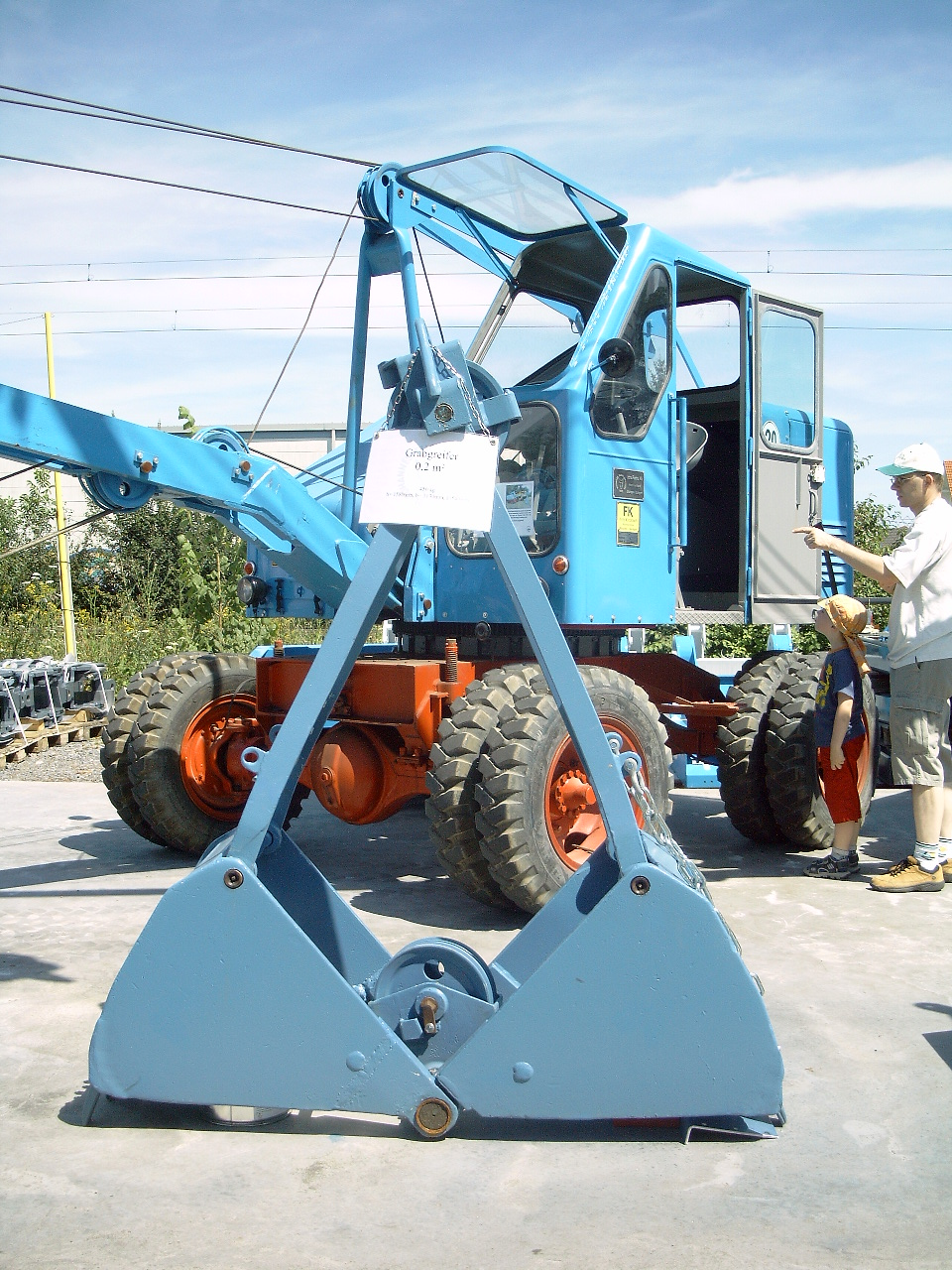
Двухчелюстный грейфер

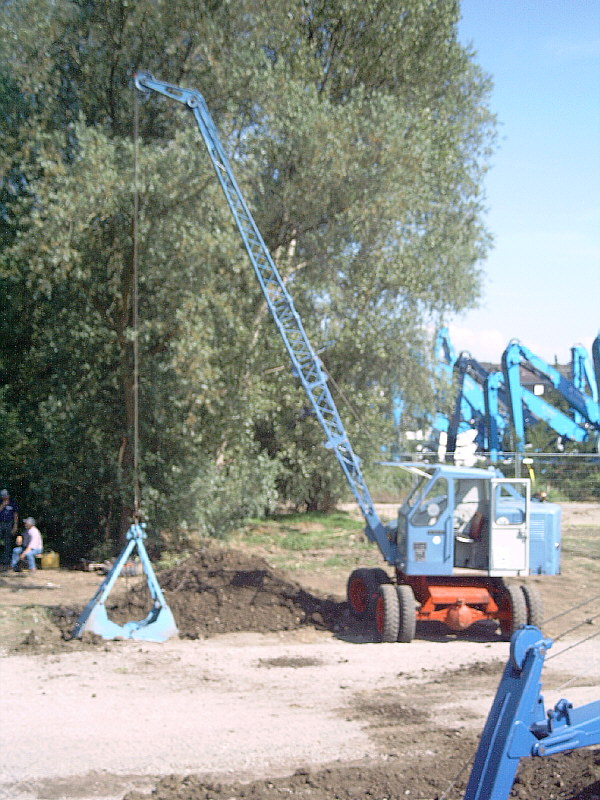
Экскаватор с грейфером

Грейфер используется для разработки узких глубоких котлованов (колодцев), выполнения погрузочно-разгрузочных работ. Грейферами могут оборудоваться как гидравлические, так и механические экскаваторы. 
У гидравлических экскаваторов грейфер закрепляется на рукояти вместо ковша и имеет гидравлический привод челюстей. Грейфер может закрепляться и на напорной штанге, обеспечивающей его заглубление в котлован на 6 метров (для экскаваторов, выпускаемых в СНГ) и более. Напорная штанга представляет собой телескопическую стрелу, монтируемую на экскаватор вместо рукояти.
У механических экскаваторов грейфер подвешивается на канатах.

## Дополнительное рабочее оборудование

### Рыхлитель механический и гидравлический

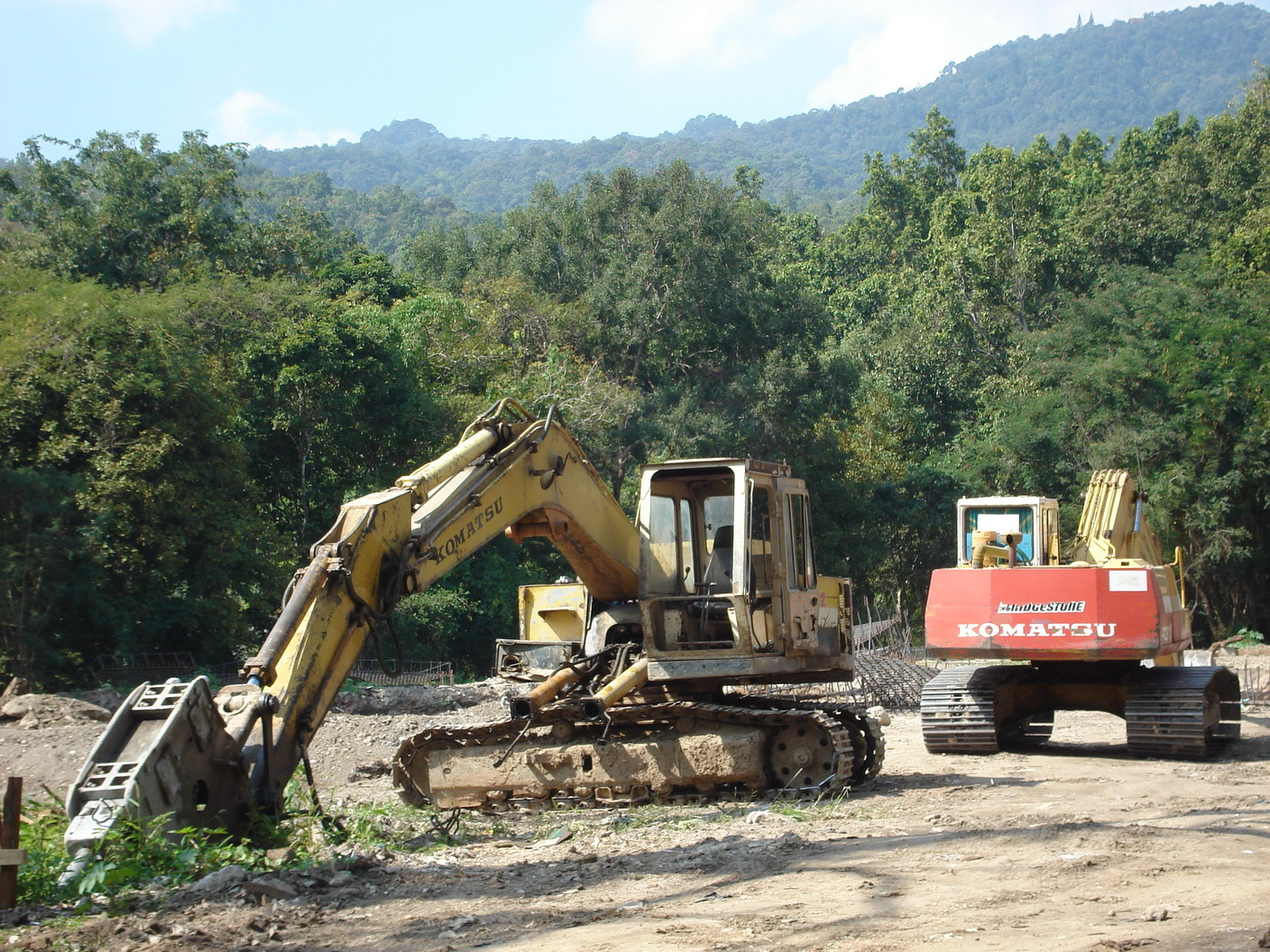
Экскаватор KOMATSU с гидромолотом

Сменное рабочее оборудование, предназначенное для рыхления твёрдого (мёрзлого) грунта, разрушения строительных конструкций, асфальто-бетонного покрытия.
Рыхлитель (клин-баба) для механических экскаваторов представляет собой монолитный стальной груз, нижняя часть которого выполнена клинообразной или пикообразной. Подвешивается на канате. При работе клин-баба поднимается за счёт натяжения каната на высоту порядка 3—6 метров и свободно падает на грунт (при расторможенном канате). Масса клинового рыхлителя в зависимости от размерной группы экскаватора составляет 0,5—6 т.
На гидравлических экскаваторах устанавливается молот-рыхлитель с гидравлическим приводом. Принцип его действия аналогичен отбойному молотку. Монтируется на место ковша.
Для работы с твердыми типами грунта  широко используются гидрорыхлители. Это инновационное оборудование совмещает в себе функции клыка-рыхлителя (однозубого механического рыхлителя) и гидромолота. Принцип его работы заключается в сочетании действия вибрации  и рыхления клыком, что позволяет добиться очень высокой производительности. Клык гидрорыхлителя легко проникает в обрабатываемую породу и благодаря особой технологии преобразования вибрации в удар с легкостью её разрушает. Опытным и практическим путём доказано, что производительность гидрорыхлителей до 5 раз выше производительности традиционных гидромолотов. Гидрорыхлитель наиболее эффективен на трещиноватой породе, залегающей тонкими пластами (толщина слоев — 50 см): это грунты плотностью от 20МПа (известняк, андезит, глинистый сланец, полевошпатовый песчаник и т.д.) Предельный коэффициент крепости для гидрорыхлителей — 8—10 по шкале Протодьяконова.
В качестве рыхлителя может применяться дизель-молот, монтируемый на стреле экскаватора.

### Свайный копёр

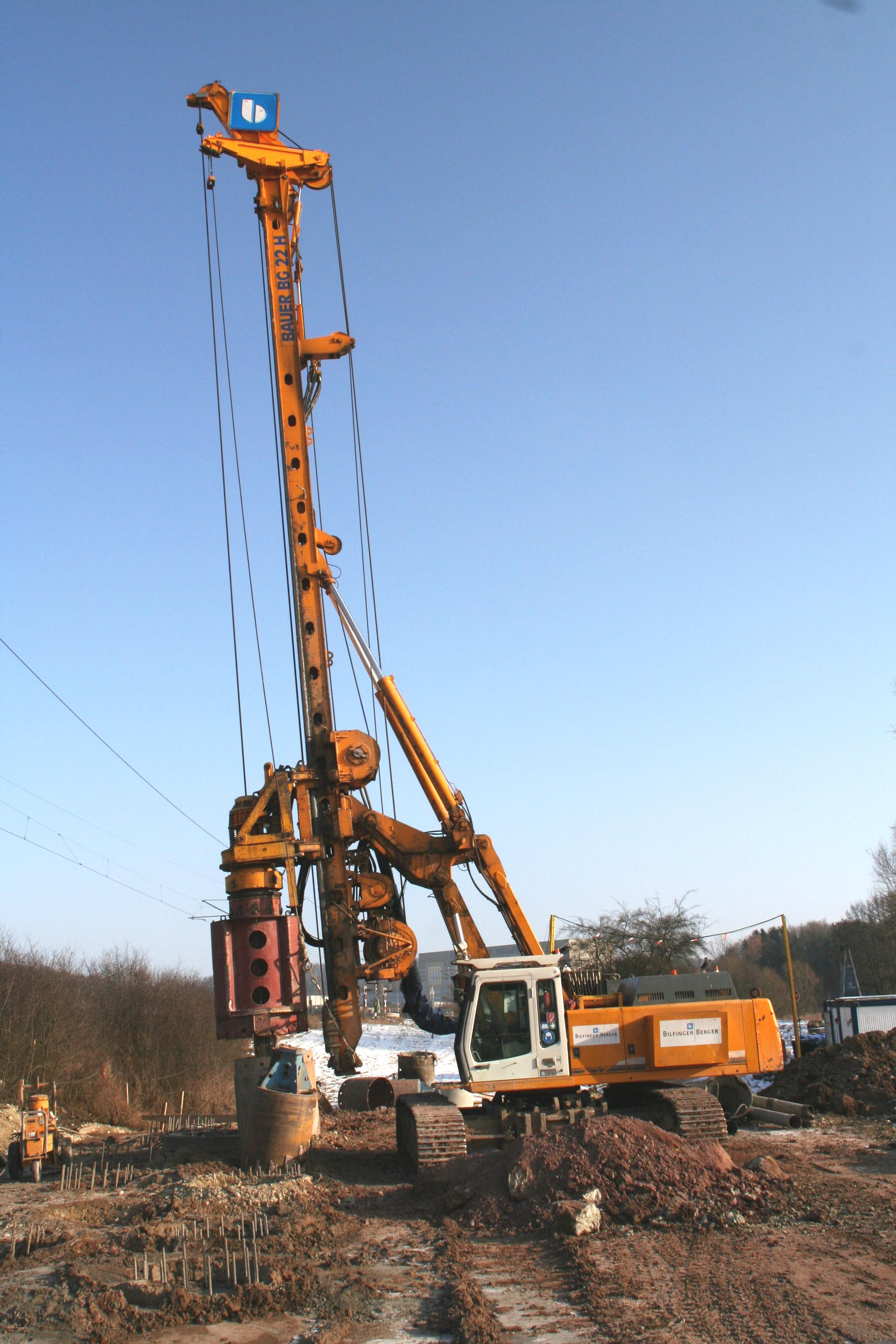
Экскаватор со свайным копром

### Корчеватель пней

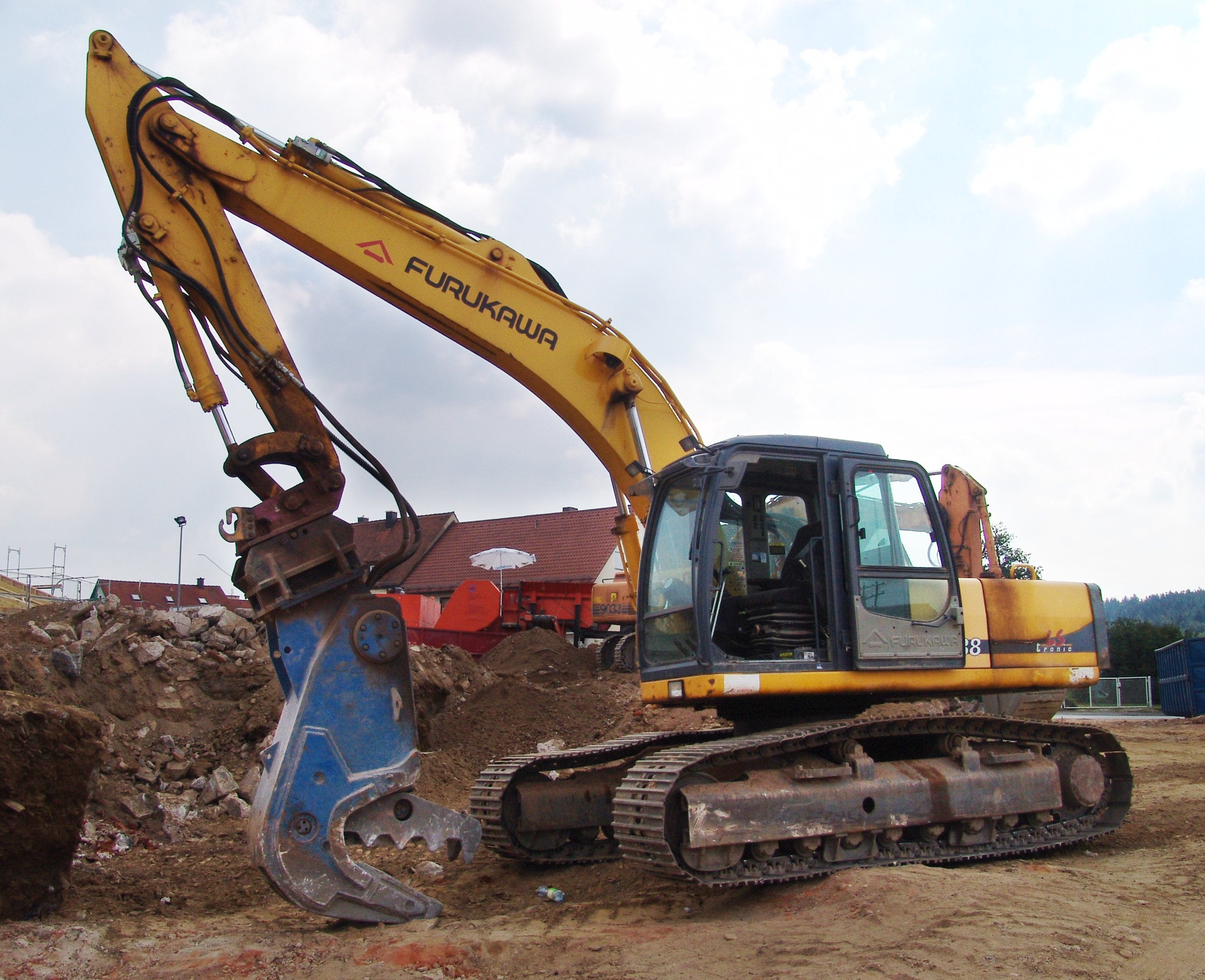
Экскаватор с гидравлической дробилкой

Одноковшовые экскаваторы могут использоваться для корчевания пней. На гидравлических экскаваторах для этой цели вместо ковша устанавливается челюстный захват (см. статью Грейферный ковш). Для корчевании захват подводят к пню, разводят челюсти, заглубляют их в грунт, под корневую систему пня. Далее сводят челюсти захвата и, подъёмом стрелы, выдергивают пень. Всем этим процессом управляет один машинист.
При корчевании пней механическими экскаваторами к тяговому и подъёмному канатам прицепляется специальный якорь. Машинист экскаватора подводит якорь к пню, а помощник вручную заглубляет лапу якоря под корень пня. После этого осуществляется натяжение тягового каната при ослабленном подъемном, при этом якорь зацепляется за пень. Одновременным натяжением двух канатов происходит вырывание пня.

### Подъёмный кран
В связи с тем, что базовая машина механического экскаватора и подъёмного крана имеют сходную конструкцию, ряд моделей экскаваторов может комплектоваться крановым оборудованием, называясь при этом кран-экскаватор. Так как скорость вертикального перемещения груза у крана должна быть в несколько раз меньше чем скорость подъёма ковша экскаватора, подъёмный канат запасовывают через полиспаст.
Также с крановым оборудованием могут работать некоторые гидравлические экскаваторы. При этом оно может быть как навесным рабочим органом, устанавливаемым вместо ковша, так и стрелой ферменной конструкции, устанавливаемой на базовую машину вместо стрелы экскаватора. Грузовые лебёдки при этом монтируются на крановой стреле и приводятся от гидросистемы базовой машины.

### Манипулятор

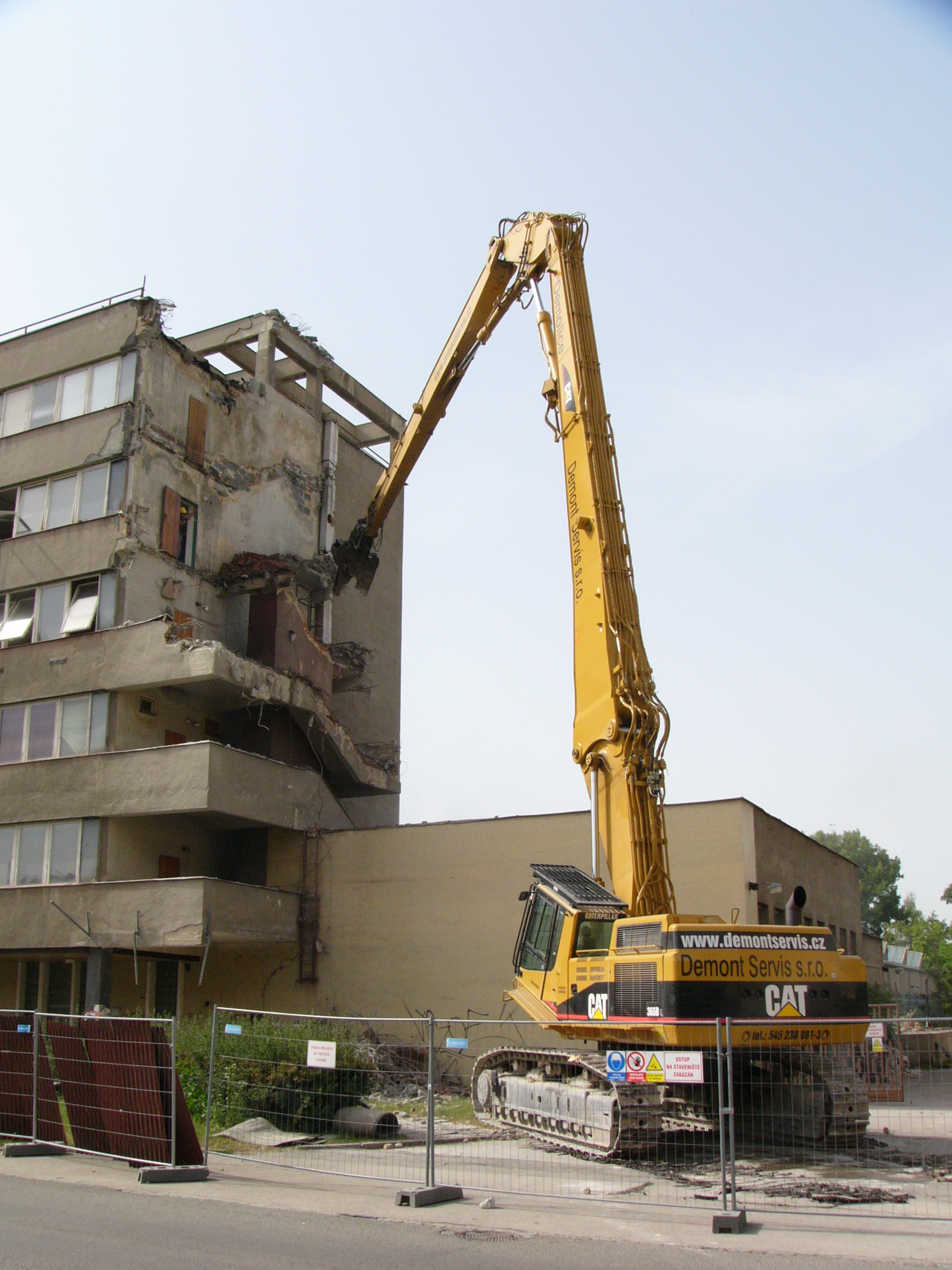
Экскаватор CATERPILLAR с манипулятором осуществляет демонтажные работы с помощью ножниц для резки железобетона

Манипулятор представляет собой захват, монтируемый вместо ковша, используемый при монтажных и демонтажных работах. В настоящее время ряд фирм в России и за рубежом выпускает специальные машины-манипуляторы на базе одноковшовых экскаваторов. Такие машины имеют больший, чем у экскаваторов вылет стрелы и более сложную гидравлическую систему, обеспечивающую позиционирование захвата в трех плоскостях.